# Грандвю
Грандвю (на английски: Grandview) е град в окръг Якима, щата Вашингтон, САЩ. Грандвю е с население от 8377 жители (2000) и обща площ от 14 km². Намира се на 245 m надморска височина. ЗИП кодът му е 98930, а телефонният му код е 509.